# Marine Le Pen
Marion Anne Perrine Le Pen (cunoscută sub numele de Marine Le Pen, pronunție în franceză [ma.ʁin lə.pɛn]; n. 5 august 1968, Neuilly-sur-Seine, Hauts-de-Seine) este o avocată și politiciană franceză. Din 16 ianuarie 2011 este președinta Frontului Național.

## Biografie
Marine Le Pen este cea mai mică dintre cele trei fiice ale lui Jean-Marie Le Pen și a primei sale soții, Pierrette Lalanne. După terminarea facultății de Drept la Universitatea Panthéon-Assas din Paris, ea a primit diploma în 1992 și a lucrat, până în 1998, ca avocat.
Marine Le Pen a fost căsătorită din 1997 până în 2000 cu omul de afaceri Franck Chauffroy, care a activat de asemenea în partidul Frontul Național, și are din această căsătorie o fiică, Jehanne, născută în 1998, iar 1999, gemenii Louis și Mathilde. S-a recăsătorit în 2002, fiind a doua soție a lui Éric Lorio. A divorțat de acesta în 2006. Ea este în prezent împreună cu vicepreședintele Frontului Național, Louis Aliot.
Este mătușa deputatei Marion Maréchal-Le Pen.
- Autobiografie: À contre-flots, editura Jacques Grancher, colecția "Grancher Depot", Paris, 2006, ISBN 978-2733909577

## Activitatea politică
În 1986, în vârsta de 18 ani, a aderat la Frontul Național (FN), din 2003 și-a exercitat funcția de vice-președintele executiv al partidului. În 2011 a preluat conducerea Frontului Național de la tatăl său Jean-Marie Le Pen câștigând alegeri interne în partid cu un scor de 67.65% (11,546 de voturi). 
Între anii 1992 și 1998 a fost avocată, iar în 1998 fost aleasă în calitate de consilier regional. În perioada 2008–2011 a activat în calitate de consilier municipal în Hénin-Beaumont. Din 2004 este membru al Parlamentului European din partea Franței. 
A participat în campania prezidențială din 2012, plasându-se pe locul al treilea cu peste 6 milioane de voturi (17,90%).
Le Pen a fost clasată de către Time 100 printre cei mai influenți oameni din lume în 2011 și 2015, iar în 2016 ea fost cotată ca fiind cel mai influent deputat în Parlamentul European după președintele Parlamentului European Martin Schulz.
La alegerile din 2017, a candidat pentru președinția Franței și a ajuns în turul al doilea, în care a fost învinsă de Emmanuel Macron.
Le Pen a fost învinsă pe 24 aprilie de Emmanuel Macron în al doilea tur al alegerilor din 2022.

## Legături externe
- Parlamentul European

Interviuri
- Marine Le Pen, președinta Frontului Național: Euro, Schengen și FMI „trebuie să dispară“, 8 iunie 2011, Eliza Frâncu (Paris), Adevărul